# مجتمع صنعتی بازنه
شهرشهباز بازنه مرکز شهری دهستان قره کهریز بخش قره کهریز شهرستان شازند استان مرکزی ایران است.

## جمعیت
بر پایه سرشماری عمومی نفوس و مسکن در سال ۱۳۹۵ جمعیت این روستا ۷۵۳۶نفر (۲۳۷۵خانوار) بوده‌است.